# إبراهيم التميمي
إبراهيم اسماعيل عاشور التميمي ، (1966-) فنان وملحن كويتي ، درس في كلية الحقوق لسنتين إذ لم يتيسّر له مواصلة دراسته القانونية لظروفه العائلية ، ثم إنتقل الي للدراسة في المعهد العالي للفنون الموسيقية ولم يوفق أيضا في إكمال دراسته فيه ، حتي قرر العمل في الخطوط الجوية الكويتية كموظف مدني وأستمر فيها حتي تقاعده بمنصب خبير عمليات ترحيل ، واثناء عمله في الوظيفة قرر الاتجاه الي الفن في عام 1996 ومازال حتي الان.

## البداية
ولد الفنان إبراهيم التميمي في الكويت وتحديدا في منطقة كيفان في العاصمة الكويتية في 18 من يوليو عام 1966 ، وبدأ عشقه للغناء منذ الصغر وتعلق بعد ذلك بآلة  البيانو كثيرًا، وبدأ ممارسة هواية الغناء من خلال الجلسات الشعبية الخاصة بين الأصدقاء والمقربين منه ، وتأثر ببداياته بالفن الشعبي الخليجي والكويتي وتميّز بتقديمه جميع الألوان الغنائية الكويتية والخليجية والعربية بلا استثناء وبإتقان شديد، مما مكّنه من مجالسة العديد من كبار الفنانين والعازفين الذين أشادوا بموهبته الفنية وأثنوا عليها وتوقعوا له مستقبلاً فنيًا كبيرًا.

## ابتعاده عن الساحة والعودة
برر الفنان ابراهيم التميمي في حديثة لجريدة الأنباء الكويتية : أن أسباب ابتعاده عن الساحة الفنية لسنوات كانت بسبب إنشغاله بعلاج والده المهندس اسماعيل عاشور التميمي والذي يعتبر أول مدرب كويتي قام على تدريب الكوادر الكويتيه في اوائل الخمسينيات في مركز التدريب المهني التابع لشركة النفط الكويتيه ، قبل ان يتوفاه الله في عام 2015 ثم تولى رعاية والدته في المنزل حيث قضي معها معظم وقته بعيدا عن الاعمال الفنية أو الظهور الإعلامي حتي توفاها الله أيضا في عام 2023 ، ثم عاد للساحة الغنائية علي مضض بعد إنقطاع دام سنوات ، كما أكد في تصريحه أنه عانا من تجاهل وتهميش بعض المسؤولين علي المهرجانات والحفلات والامسيات الكويتية وعدم دعوته في المحافل الغنائية الرسمية والوطنية الداخلية والخارجية بالرغم من دعم التلفزيون والاذاعة الكويتية له.

## أغنيات إبراهيم التميمي
- يكفي اللوم.
- يكتم العشق.
- يحق لك.
- يحبونك.
- يا حمد.
- وقت مضى.
- هدي الشعر.
- مردك لي.
- متميز.
- مالك مثيل.
- ماحد في هالدنيا خالي.
- ما ابيك.
- تكلم جد
- تحبني.
- بقت ساعات.
- انتصار الحب.
- المحبه.
- العب غيرها.
- البارحه.
- اشوف الناس بعيونك	.
- ازعل.
- احبك
- فرحة لقانا.
- احساسي.
- الماضي.
- عيني بعينك.
- ضروري.
- يا قمر.
- هذا الثمن.
- ماعليك.
- ذبحني الاسمر.

## مشاركات فنية
- حفل مهرجان الموسيقا الدولي 15 التابع للمجلس الوطني للثقافة والفنون.[6]
- حفل مهرجان الاغنية العربية في الدورة العاشرة الاردن اغسطس 2002.
- حفل مهرجان معاهد المدارس الخاصة حولي المعاقين.
- غنى في مسرح كاسا عرب في العاصمة الأسبانية مدريد والخاص بالاسبوع الثقافي الكويتي بمناسبة الأعياد الوطنية في شهر فبراير.
- شارك وغنى في امسيات غنائية تابعة المجلس الوطني للثقافة والفنون والآداب.
- شارك في ليلة تكريم الشاعر الكويتي الراحل الشيخ خليفه العبدالله الصباح.

## فيديو كليب
- أغنية الغائب الحاضر إنتاج مجموعة النظائر الإعلامية – الكويت. إخراج: محمد سعود المطيري
- أغنية يكتم العشق إنتاج مجموعة النظائر الإعلامية – الكويت. إخراج: نواف الشمري

## انظر ايضا
- مشعل العروج
- عبد الله القعود
- طارق العوضي